# رشته‌کوه حمرین
رشته‌کوه حمرین در عراق از استان دیالی در ۶۰کیلومتری خاور بغداد تا شهر کرکوک در ۲۶۰کیلومتری شمال بغداد کشیده شده‌است. نفت‌خیز است و خط مرزی کردستان و نواحی عرب‌نشین شناخته می‌شود.